# 598
598 (DXCVIII) var ett normalår som började en onsdag i den julianska kalendern.

## Händelser

### Okänt datum
- Slaget vid Catraeth.

## Födda
- Brahmagupta, indisk astronom och matematiker.

## Avlidna
- Áed mac Ainmuirech, högkung av Uí Néill.
- Dallán Forgaill, irländsk poet.
- Wideok av Baekje, kung av Baekje.